# حوسك شرقي
الحَوْسَك الشرقي هو عشب معمر من فصيلة الحمحمية. موطنها أوروبا الشرقية، غالبًا ما تزرع زينةً لأزهارها المبكرة ذات اللون الأزرق البنفسجي وأوراقها الكبيرة. ينتشر بسرعة لتوفير غطاء أرضي كثيف. هذا النوع مستوطن في جنوب شرق أوروبا وغرب آسيا.